# Sociologie vědění
Sociologie vědění je sociologický směr studující vzájemné vztahy mezi společností a poznáním. Podstatou sociologie vědění je předpoklad, že naše chápání a vědění o světě je sociálně podmíněno a že naše myšlení slouží k ospravedlnění určité sociální situace. Tento přístup chápe myšlení každého jednotlivce jako produkt historické, společenské a geopolitické situace, ve které se myslící a jednající jedinec nachází. Sociologie vědění zdůrazňuje, nakolik je chápání věcí, které každého jedince obklopují, a vztahů, do nichž vstupuje, výsledkem jeho vlastních aktivit; podtrhuje přitom, že existuje množství možných výkladů téže skutečnosti. Neukazuje však, proč ze všech možných výkladů jsou v jisté společnosti a v jisté době realizovány právě určité.
Termín byl poprvé užit Maxem Schelerem (1874–1928), nicméně za zakladatele této sociální teorie jako samostatné vědní disciplíny je všeobecně považován především Karl Mannheim (1893–1947), který se o její rozvoj nejvíce zasadil. Studium tohoto tématu je tradiční zejména pro německou filosofickou a sociologickou školu reprezentovanou Immanuelem Kantem, Friedrichem Nietzschem, Karlem Marxem nebo Sigmundem Freudem.

## Historie
Základní a obecně přijímaná charakteristika pojmu sociologie vědění byla utvořena v dílech předchůdců tohoto tématu, F. Nietzscheho, W. Diltheye, G. H. Meada či É. Durkheima. Podstatou práce F. Nietzscheho byla mimo jiné kritika platónské tradice a křesťanské morálky, která měla bránit v tvořivosti a podněcovat nihilismus. W. Dilthey zkoumal humanitní a společenské vědy jako kontrastní k vědám přírodním. Jejich úkolem podle Diltheye bylo chápat a vysvětlovat provázanost mezi životem, rozuměním a vyjadřováním. G. H. Mead se věnoval sociálnímu behavioralismu, který stojí na přesvědčení, že osobnost a vědomí jsou utvářeny primárně interakcí ve společnosti (i přesto, že člověk má určité dispozice, předpoklady a přírodní dovednosti). E. Durkheim se zabýval sociologií jako samostatnou exaktní vědou. Pojem „společnost“ se vysvětloval jako hlavní vysvětlující faktor lidského jednání a povahy. Tito filosofové vymezili základní problematiku a zformulovali základní otázky této sféry sociologie, nicméně nekoncipovali ji jako samostatnou vědní disciplínu. Ústředním tématem jejich prací byl tzv. pojmový trojúhelník, který reaguje na tři zásadní témata jejich epochy – téma ideologie, vědeckého poznání a výstavby světa. V dílech a myšlenkách W. Diltheye jsou položeny základy světonázorového paradigmatu díky poznatkům o vědění o člověku, společnosti, dějinách a kultuře. V teorii vědění a komunikativní koordinace G. H. Meada jsou obsaženy počátky interpretativního paradigmatu.

## Vývoj
Moderní vývoj sociologie vědění je rozdělen do dvou etap. Za první etapu jsou považována 20. léta 20. století, ve kterém byly pro toto téma zásadní práce K. Mannheima. Druhou etapou, která sociologii vědění výrazně rozšiřuje, jsou 60. léta 20. století; zde figurovali Peter L. Berger a Thomas Luckmann. Společným tématem obou etap je zkoumání a popisování otázek ideologií, podstaty světového názoru, fungování sféry společenského vědění. Zásadní otázkou je pak pro obě etapy určení povahy vztahu a závislosti společenského vědomí na společenském bytí.
Společným znakem je odkaz na dílo Karla Marxe jako zdroj myšlenek této disciplíny. Již v 19. století Marx formuloval sociologii vědění jako problematiku vztahu vědění a společenského bytí jedince či skupiny; je také autorem tvrzení, že vědění je podmíněno materiálním stavem jedince a společnosti, ve kterém se nachází. Zásadním byl pro něj také pojem „třídní vědomí“, kterým popisoval fakt, že buržoazní třída hájí své postavení, protože má co hájit (na rozdíl od proletariátu).
Mannheim se s touto teorií neztotožňoval, naopak tvrdil, že jedinými, kdo se může osvobodit od předsudků, kterým je každý celý svůj život vystavován, jsou intelektuálové. Jedině inteligence je schopna se povznést a zachovat si určitý nadhled. Není to však způsobeno tím, že by intelektuálové nebyli „vázáni na bytí“, naopak jako jediní jsou schopni tuto vazbu reflektovat.
Sociologie vědění, jak je zpracována druhou etapou, se v mnohých oblastech liší od výkladu K. Mannheima. Nejucelenější pohled na tento výklad podává práce Bergera a Luckmana The Social Construction of the World (1967). Zatímco Mannheim se ve svých pracích soustředí na otázky týkající se mocenského boje různých politických ideologií ve slabých evropských režimech 20. století, Berger a Luckman se zaměřují zejména na otázky formulované tzv. fenomenologickou sociologií, jejímž zakladatelem je Alfred Schütz; ta se zaměřuje na sociologické koncepce, které vychází z každodenního jednání individuí.

## Paradigmata
Ve filosofii je pojem „paradigma“ chápán jako souhrn základních přístupů vědy ke světu. Jedná se o obecně přijímaný soubor představ, domněnek a předpokladů určité skupiny vědců, platforma, na jejímž základě je svět vnímán. Mění se na základě nových poznatků. Rozlišujeme tři základní paradigmata sociologie vědění, jejichž autory jsou Max Scheler, Karl Mannheim a Alfred Schütz:

### Světonázorové paradigma (Scheler)
Schelerův soubor hodnot člení předmět sociologie vědění do tří výchozích kategorií, a to reálných faktorů, ideálních faktorů a poměrně přirozených světových názorů, od nichž se odvozují další kategorie a pojmy sociologie vědění. Stavebním kamenem této sociologické disciplíny je podle něj „zákon řádu ideálních faktorů a reálných faktorů“, který je zbudován na ontologickém dualismu ducha a přírody. Ideální faktory jsou spojeny se svobodou ducha a reální faktory jsou spojeny s nutností přírody (Sociologie vědění, Stanislav Holík, str. 74). Životní společenství - uskupení a primární zdroj vědění, má povahu jako příroda a se svými „étosy“ (podle Schelerova pravidla, které dodržuje určitý druh společnosti) funguje stejně nepochybně jako svět a příroda. Max Scheler na této myšlence zformuloval "zásadu sociologie vědění". Díky původu vědění o realitě a jeho naplnění, které je lidskému vědomí přirozeně vlastní, existuje pevný zákon řádu.

### Ideologické paradigma (Mannheim)
Sociologii vědění zkoumá podle hlediska ideologií. Své teze popsal ve spisu Ideologie a utopie. Podle Mannheima není myšlení procesem, který byl stál na bázi univerzálnosti, naopak je zformováno na základě skupinové (třídní) identity. Čím strnulejší a dogmatičtější (ustrnulejší) společnost je, tím hůře její příslušníci jednají. Na druhou stranu čím více je společnost demokratická, tím více dochází k tzv. třídnímu boji mezi jednotlivými idejemi (Mannheim čerpal hodně ze slovníku Karla Marxe a používal jeho termíny). Podle Mannheima se člověk již rodí do světa, který je určitým způsobem vykládán. Svět významů, do něhož člověk přichází, mu umožňuje a zároveň vnucuje určitou orientaci. „Jak je možné, že přes gnozeologickou rovnocennost stejně parciálních výkladů světa se jedny stanou uznávanými, zatímco druhé jsou potlačeny?“ To, zda určitý výklad skutečnosti převládne nad jinými, závisí na mocenské potenci té skupiny, která ho prosazuje. Cílem soupeřících stran není pochopit skutečnost, nýbrž vnutit ostatním své vidění světa.

### Interpretativní paradigma (Schutz)
Schutz přistupoval k sociologii vědění podle zásad fenomenologické sociologie. Ten se ve svém studiu zaměřuje na běžné, každodenní lidské jednání a aktivity ve světě, který považuje za přirozený. Dokud nedojde k události, která naruší jejich chápání této přirozenosti, nedotazují se, proč je svět takový, jaký je. Interpretační paradigma se tedy snaží vysvětlit, jak lidé chápou chod a fungování světa a jak to ovlivňuje jejich jednání a chování. Klíčové jsou pro něj výrazy jako přirozený postoj, všední den či zdravý rozum.